# Junior Soprano
Corrado John Soprano, Jr., interprété par Dominic Chianese, est un personnage fictif de la série télévisée d'HBO Les Soprano. Il est né en 1922. Surnommé « Oncle Junior », il est l'oncle de Tony Soprano.
Frère aîné de "Johnny Boy" Soprano, il souffre d'être resté toute sa carrière un éternel second, et peine à se plier aux demandes de son neveu, qui occupe une place plus élevée que la sienne dans la hiérarchie mafieuse malgré son jeune âge. Jouant de ce point faible, Tony choisira en milieu de première saison de le nommer officiellement boss de la famille, pendant que lui gère officieusement les affaires. Il détourne ainsi l'attention des autorités fédérales vers son oncle. 

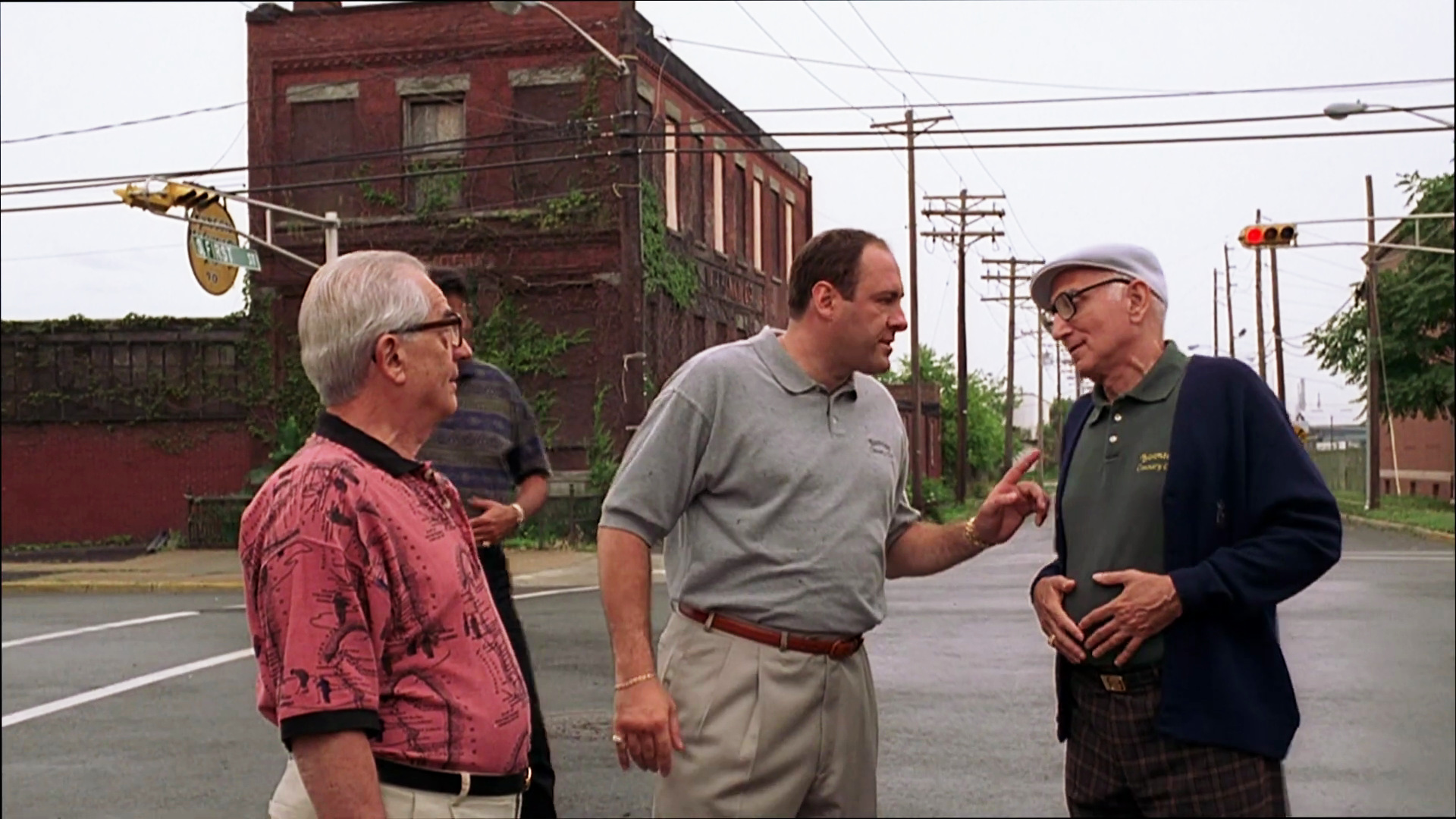
Junior Soprano et son neveu, Tony.

Lorsqu'il réalise non seulement que son neveu l'a floué, mais également qu'il se confie à un psychiatre, Junior organise contre lui une tentative d'assassinat, qui échoue. Peu après, il est arrêté par le FBI, et presque tous les membres de son équipe sont tués. En début de saison 2, il parvient à quitter la prison pour raison de santé, mais reste assigné à résidence. Bien que Tony continue à lui verser de quoi vivre, et qu'il garde officiellement son titre, il n'est presque plus impliqué dans les décisions de la famille. 
Lors de son procès, Junior fait une chute dans les escaliers du tribunal. Il a donc l'idée de feindre la démence pour échapper à ses juges. Néanmoins, ses troubles de la mémoire deviennent rapidement bien réels, et Junior tend à répéter en boucle certaines phrases hors contexte. Il aime notamment rappeler à Tony qu'il "n'avait pas la carrure" pour devenir joueur de baseball professionnel dans sa jeunesse ("[he] never had the making of a varsity athlete" en VO), l'une des répliques les plus célèbres de la série.
Dans la dernière saison, Junior, dont la démence s'est aggravée, confond Tony avec un ancien ennemi et lui tire dessus, manquant de le tuer. Le vieil homme est placé dans un institut psychiatrique, et les deux hommes ne se reverront qu’une dernière fois avant la fin de la série. Junior est alors totalement incapable de reconnaître son neveu.